# جيرالد إيكيرت
جيرالد إيكيرت (بالألمانية: Gerald Eckert)‏ هو ملحن ورسام ألماني، ولد في 27 ديسمبر 1960 في نورنبرغ في ألمانيا.

## وصلات خارجية
- جيرالد إيكيرت على موقع ميوزك برينز (الإنجليزية)